# Lost Planet 2
Lost Planet 2 (ロスト プラネット 2 Rosuto Puranetto Tsu) là một game bắn súng góc nhìn thứ ba được phát triển và phát hành bởi Capcom và Beeline Interactive, Inc. Trò chơi này là phần tiếp theo của Lost Planet: Extreme Condition, diễn ra mười năm sau các sự kiện của phần đầu tiên, trên cùng một hành tinh hư cấu. Trò chơi được phát triển cho BlackBerry, PlayStation 3, Xbox 360 và Microsoft Windows. Ban đầu được thiết lập để phát hành vào đầu năm 2010, Capcom đã trì hoãn phát hành các bản console vào ngày 11 tháng 5 năm 2010 tại Bắc Mỹ và châu Âu, ngày 13 tháng 5 năm 2010 tại Úc và ngày 20 tháng 5 năm 2010 cho Nhật Bản, trong khi phiên bản BlackBerry được phát hành trên toàn thế giới vào ngày 28 tháng 4 năm 2010 và phiên bản Microsoft Windows được phát hành vào tháng 10 năm 2010. Capcom tuyên bố rằng tựa game này đã bán được hơn 1,5 triệu bản trên toàn thế giới.

## Lối chơi
Nhiều tính năng trong lối chơi quen thuộc từ bản gốc Lost Planet vẫn có mặt trong phần này. Các yếu tố định kỳ bao gồm các trận đấu trùm lớn, địa hình khắc nghiệt và khả năng điều khiển những cỗ máy vũ trang cơ giới, được gọi là Vital Suits (VSs). Ngày 24 tháng 7 năm 2009, tại Comic-Con 2009, nhà sản xuất Takeuchi Jun đã tổ chức một buổi hỏi đáp cho người hâm mộ. Takeuchi tiết lộ rằng sẽ có nhiều VS dựa trên co-op hơn. Người chơi sẽ có thể lèo lái trên các mặt của một số VS. Những VS này được điều khiển bởi một người chơi, trong khi hai người khác bám sát hai bên và bắn. Takeuchi cũng tiết lộ rằng sẽ có các VS bay có thời gian bay không giới hạn.
Cũng không giống như Lost Planet, Lost Planet 2 sẽ không liên tục làm cạn kiệt năng lượng nhiệt của người chơi. Điều này là do khí hậu ấm hơn, có thể duy trì sự hiện diện của T-ENG lâu hơn khí hậu lạnh, làm cạn kiệt năng lượng nhiệt từng chút một. Thay vào đó, năng lượng chỉ có thể rút cạn khi người chơi lái VS và sử dụng vũ khí cần năng lượng. Tuy nhiên, năng lượng nhiệt vẫn liên tục bị mất trừ khi một khả năng cụ thể được trang bị mặc dù 'khí hậu ấm hơn'. Nhân vật cũng có thể mất năng lượng nhiệt bằng cách hoàn thành một lần chạy nước rút với một nhân vật (được xác nhận trong bản demo). Nếu người chơi mất hết năng lượng, một người khác có thể cung cấp một phần năng lượng, sử dụng vũ khí mới, để giữ cho người chơi sống sót.
Lost Planet 2 đã vay mượn mục đối kháng nhiều người chơi trực tuyến của người tiền nhiệm và cũng có các chế độ mới. Các nhân vật trong mục chơi đối kháng cũng có thể được sửa đổi ở độ sâu lớn hơn nhiều so với trong bản gốc, tùy chỉnh không chỉ da mà còn nhiều lựa chọn da cho chân, mặt và thân.

## Phát triển
Lost Planet 2 chạy trên MT Framework 2.0, phiên bản cập nhật của engine được sử dụng trong bản gốc Lost Planet. Một hỗ trợ cho phần chơi chiến dịch có thể lên tối đa bốn người chơi làm việc cùng nhau qua internet.
Không giống như người tiền nhiệm, Lost Planet 2 cho phép người chơi tạo và tùy chỉnh các nhân vật của riêng họ và cho phép họ mở khóa nhiều loại quần áo và cơ thể hơn sau khi lên cấp và tải xuống nội dung. Trò chơi cũng cho phép người chơi chỉnh sửa các mô hình vũ khí và bảng màu được sử dụng. Tuy nhiên, vũ khí được sử dụng trong mục chơi mạng phải được mở khóa thông qua việc thăng cấp. Người chơi có thể lấy nội dung mà mình đã mở khóa trong chiến dịch và đưa nội dung đó lên mục đối kháng nhiều người chơi (và ngược lại). Vào ngày 18 tháng 2 năm 2010, đã có báo cáo rằng phiên bản Xbox 360 của trò chơi sẽ có những cắt giảm đáng kể để làm cho trò chơi phù hợp với một đĩa DVD, nội dung cắt sẽ có sẵn dưới dạng nội dung tải về (DLC) nhưng không có xác nhận nào nếu nội dung này sẽ được tính phí hoặc miễn phí. Những tuyên bố này sau đó được coi là dịch sai. Trong một cuộc phỏng vấn với nhà sản xuất game, ông nói rằng không có nội dung nào được cắt từ phiên bản Xbox 360.
Có một bản phát hành DLC của Lost Planet 2 dành cho PlayStation 3. Hai trang phục Helghast có sẵn để sử dụng trong chế độ chơi mạng và chơi đơn. DLC hoàn toàn miễn phí. Ngoài ra còn có một gói bản đồ được phát hành trước khi phát hành trò chơi (ghi chú từ Xbox Marketplace và PlayStation Network). Gói bản đồ này được phát hành vào ngày 1 tháng 6 năm 2010 cho PlayStation 3 và ngày 2 tháng 6 năm 2010 cho Xbox Marketplace. Map Pack 2 có thêm hai bản đồ mục chơi mạng. Cái đầu tiên được gọi là Dockyard Battle và diễn ra trong chiến hạm trên bộ từ Episode 5 của chiến dịch. Cái thứ hai, Frozen Wasteland, là phiên bản làm lại một màn chơi từ Lost Planet: Extreme Condition. Cái thứ ba đã thêm chế độ "Boss Rush" và giao diện "Post Modern".